# 库埃农河畔维约维
庫埃農河畔维约维（法語：Vieux-Vy-sur-Couesnon，法語發音：[vjø vi syʁ kwenɔ̃]）是法国伊勒-维莱讷省的一个市镇，位于该省中北部，属于雷恩区。

## 地理
库埃农河畔维约维（48°20'30"N, 1°29'22"W）面积21.56 平方千米，位于法国布列塔尼大區伊勒-维莱讷省，该省份为法国西北部沿海省份，位于布列塔尼半岛东部，北濒大西洋，西接阿摩尔滨海省和莫尔比昂省，南至大西洋卢瓦尔省，西南端接曼恩-卢瓦尔省，东临马耶讷省，东北与芒什省接壤。
与库埃农河畔维约维接壤的市镇（或旧市镇、城区）包括：绍维涅、加阿尔、库埃农河畔梅济耶尔、罗马济、圣克里斯托夫-德瓦兰、圣旺德萨勒、布列塔尼地区桑斯。
库埃农河畔维约维的时区为UTC+01:00、UTC+02:00（夏令时）。

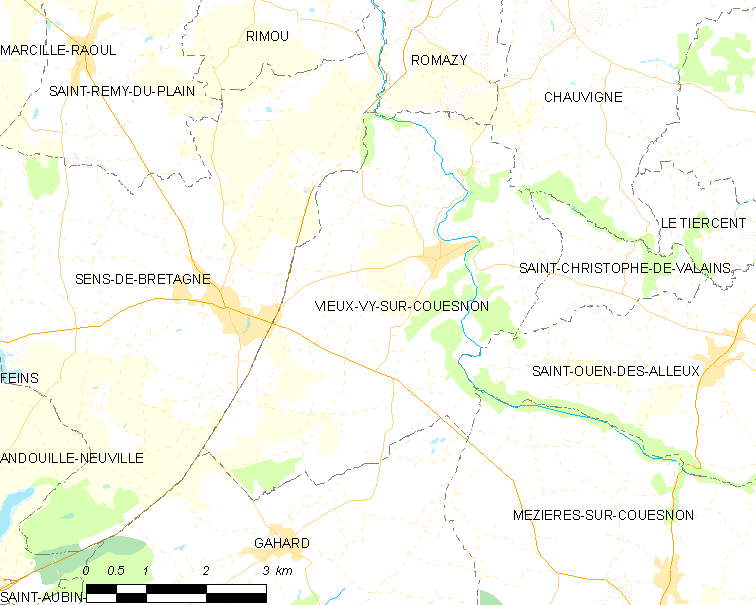
库埃农河畔维约维的OSM定位图

## 行政
库埃农河畔维约维的邮政编码为35490，INSEE市镇编码为35355。

## 政治
库埃农河畔维约维所属的省级选区为瓦勒库埃农县。

## 人口

1962-2008年间库埃农河畔维约维人口变化图示

库埃农河畔维约维于2022年1月1日时的人口数量为1280人。